# Мшанка (Ильинское сельское поселение)
Мшанка — село в Скопинском районе Рязанской области, входит в состав Ильинского сельского поселения.

## География
Село расположено на берегу реки Вёрда в 19 км на юго-запад от центра поселения села Ильинка и в 22 км на запад от райцентра города Скопин.

## История
Село Мшанка выселилось, как замечено в окладных книгах 1676 года, «из села (деревни) Чертоваго внове, а церковь Божия построена в нем в 1675 году». При новопостроенной Космодамиановской церкви первоначально состояло: церковные пашни 10 четвертей в поле, сенных покосов на 80 копен; а в приходе 31 двор крестьянский, 3 двора бобыльских и всего 36 дворов, включая в то число 2 двора поповых. Под 1681 годом при Космодамиановской церкви значится только один двор попов; в 1734 году, вместо 80 копен сена, показано только 25. В 1832 году бывшая в селе Мшанка деревянная церковь была распространена, в то же время, вместо обветшавшей совершенно колокольни, поставлена была новая, в 1845 году ветхий иконостас заменен новым, а стены украшены живописью. В 1870 году начата постройка каменной Космодамиановская церковь с приделом Никольским. В 1861 году в селе Мшанке самими крестьянами открыта была сельская школа, помещавшаяся в доме местного священника, который состоял в ней и наставником, получая за помещение и обучение жалованье от Палаты Государственных Имуществ
.
В XIX — начале XX века село входило в состав Павелецкой волости Скопинского уезда Рязанской губернии. В 1906 году в селе было 384 двора.
С 1929 года село являлось центром Мшанского сельсовета Горловского района Рязанского округа Московской области, с 1937 года — в составе Рязанской области, в 1946 году — в составе Павелецкого района, с 1959 года — в составе Скопинского района, с 2005 года — в составе Ильинского сельского поселения.

## Население
| 1859 | 1897  | 1906  | 2010 |
| ---- | ----- | ----- | ---- |
| 1645 | ↗2339 | ↗2633 | ↘64  |

## Достопримечательности
В селе находится недействующая Космодамианская церковь (1870).